# Itaeté
Itaeté este un oraș în statul Bahia (BA) din Brazilia.